# Madhu Dandavate
Madhu Dandavate (ur. 21 stycznia 1924 w Ahmednagar, Maharahstra, zm. 12 listopada 2005 w Bombaju) – polityk indyjski.
Zasiadał w parlamencie (Lok Sabha) nieprzerwanie przez pięć kadencji (1971–1990). Działał w partii socjalistycznej, był jednym z liderów opozycji w czasie rządów Indiry i Rajiva Gandhich. W gabinecie Morarjiego Desai pełnił funkcję ministra kolei, a w gabinecie V. P. Singha - ministra finansów. W 1990 i 1996–1998 był wiceprzewodniczącym Indyjskiej Komisji Planowania.